# Hi (literă)

Litera grecească Hi, majusculă și minusculă

Litera χ (hi mic) este o literă din alfabetul grec (corespondent în limba română a sunetului "ch" sau "kh"). Este utilizată în fizică pentru a desemna un coeficient de compresibilitate (termodinamică și unde).